# Sobekemsaf I.
Sobekemsaf I. war ein altägyptischer König (Pharao) der 17. Dynastie (Zweite Zwischenzeit) und regierte nach Franke um 1619 bis 1603 v. Chr.

## Belege
Dieser oftmals als 3. König der 17. Dynastie angesehene Herrscher soll nach dem Königspapyrus Turin 16 Jahre regiert haben. Von einer Stele aus Dendera kennt man einen Teil der Familie des Sobekemsaf: mit seiner Frau Nubemhat hat er die Tochter Sobemhab, die den Ameni heiratete. Ameni war Sohn eines nicht genannten Herrschers und Sohn einer Königin Haanches. Ein weiterer Sohn des Herrschers mit dem Namen Sobekemsaf erscheint auf einer Statue aus Abydos und war Priester. Es ist umstritten, ob es sich um den späteren König mit demselben Namen handelt.
Der König ist relativ gut belegt. Er erscheint in einigen Graffiti im Wadi Hammamat aus seinem 7. Jahr und einem weiteren im Wadi Schatt el-Rigale. Am Month-Tempel von Medamut baute er, auch eine Stele stammt von dort. Weitere Bauarbeiten sind in Gebelein und el-Tod bezeugt. Eine Statue stammt aus Abydos und eine weitere Doppelstatue mit der Göttin Satis aus dem Hekaib-Heiligtum von Elephantine. Eine weitere Statue im Britischen Museum ist ohne genaue Herkunftsangabe. Aus Theben kennt man zwei kleine Obelisken, die man in der Cachette im Karnak-Tempel fand, mehrere Statuen und einen Türsturz mit seinem Namen. Aus dem Tempel des Mentuhotep II. in Deir el-Bahari stammt ein Block.

## Sein Grab

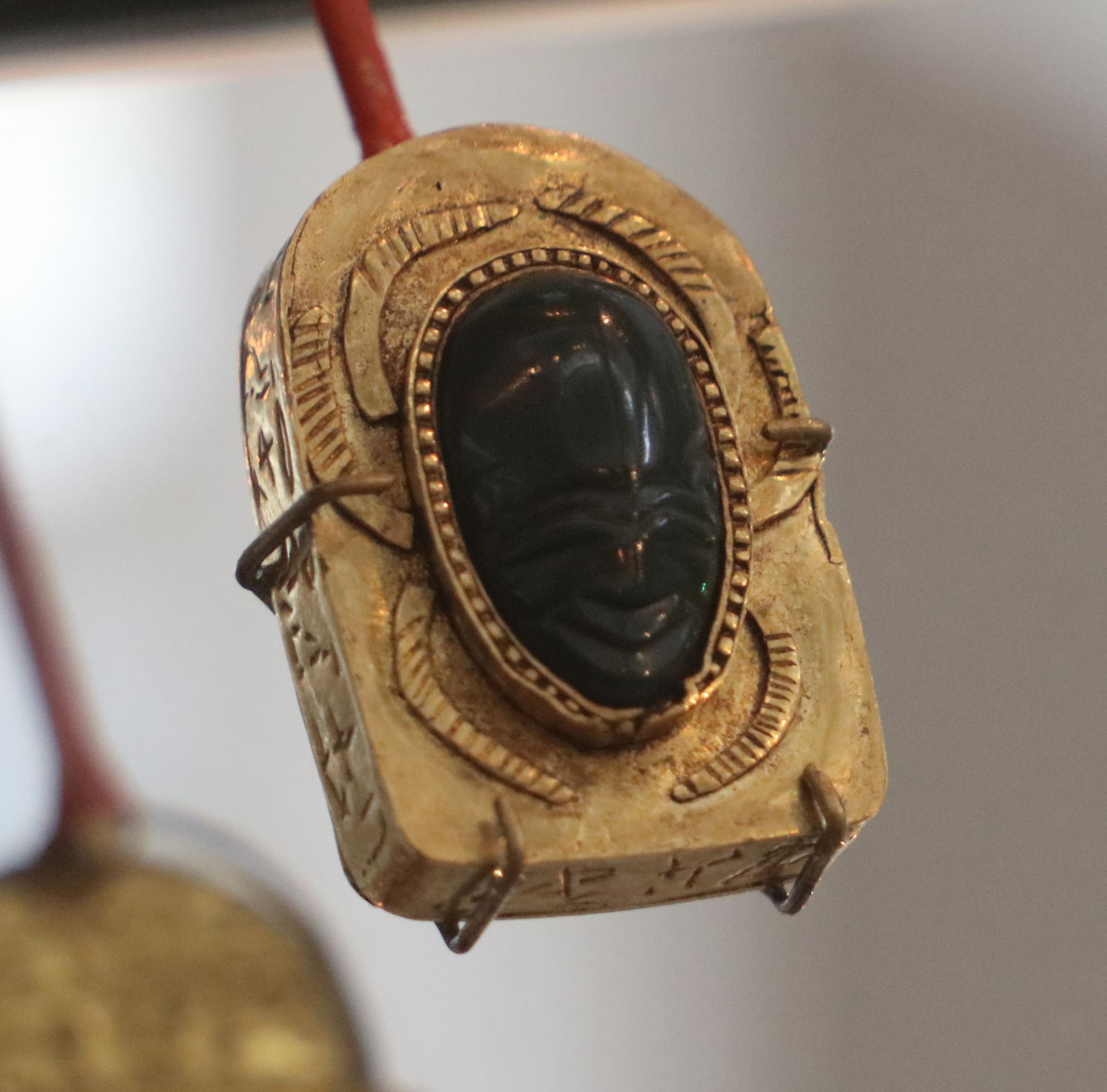
Herzskarabäus von Sobekemsaf I.

Das mit einer Pyramide versehene Grab des Sobekemsaf I. befand sich in Dra Abu el-Naga/Theben. Nach James H. Breasted war dieses Mitte der 1930er Jahre noch erkennbar. Das Grab selbst ist wohl im Jahr 1827 von Einheimischen geplündert worden: von hier stammen ein Kanopenkasten, ein Skarabäus und der Herzskarabäus Sobekemsafs. Alle diese Objekte nennen nur seinen Eigennamen, werden ihm aber zugeschrieben, da das Grab Sobekemsaf I. schon im Altertum beraubt worden sein soll. Die Mumie selbst soll man damals bereits stark verfallen vorgefunden haben.